# Centre d'entraînement aux actions en zone urbaine
 (février 2020).
Si vous disposez d'ouvrages ou d'articles de référence ou si vous connaissez des sites web de qualité traitant du thème abordé ici, merci de compléter l'article en donnant les références utiles à sa vérifiabilité et en les liant à la section « Notes et références ».
Le centre d'entraînement aux actions en zone urbaine (CENZUB) est le principal centre de formation au combat urbain des unités de l'Armée de terre française. Les premières rotations d'entraînement ont lieu à partir de 2006 sur le camp de Sissonne, dans le département de l'Aisne, dans le village de combat de Beauséjour. Il reprend, à compter du 1er juillet 2005, les traditions du 94e régiment d'infanterie.

## Principe
Créé en 2004, le CENZUB – 94e RI a pour mission d’entrainer les sous-groupements tactiques interarmes  (SGTIA) aux fondamentaux du combat interarmes en zone urbaine et espaces confinés afin de leur permettre d’atteindre un niveau opérationnel adapté aux combats contemporains. C'est l'un des plus importants centres d'entraînement au combat urbain d'Europe.  
Les unités entraînées sont équipées de moyens de simulation (émetteurs et récepteurs laser sur le personnel à pied et les véhicules) afin d'accroître le réalisme de l'entraînement. Le centre d'entraînement est armé par le 94e régiment d'infanterie et se situe sur le camp de Sissonne d'une superficie de 6 000 hectares.

## Historique du CENZUB

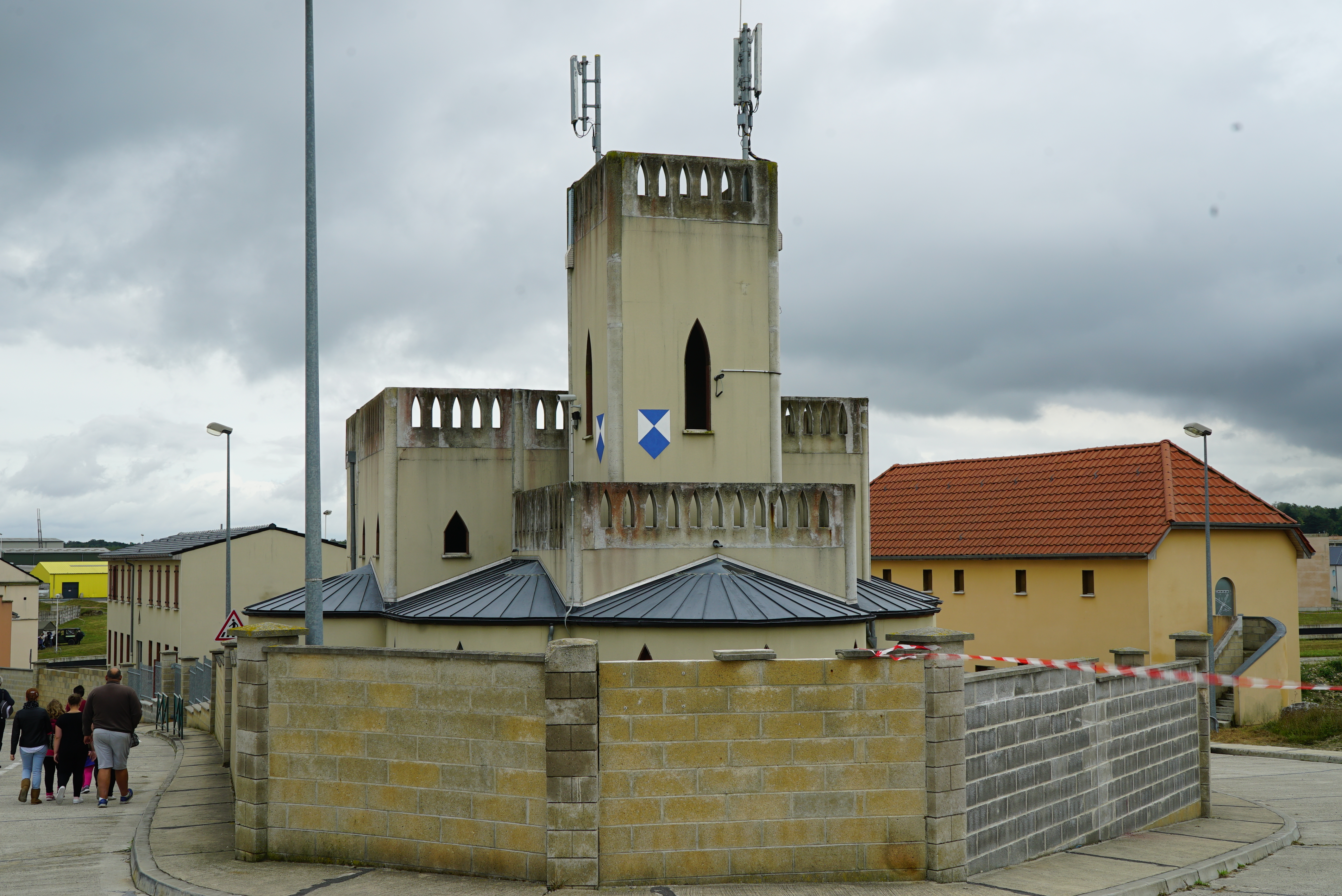
Zone classée, centre religieux.

- Années 1990 : réflexion sur la nécessité de la création d'un tel camp au sein de l'Armée de terre à la suite de l'engagement de la France dans le conflit des Balkans.
- 1999 : décision de la création d'un centre d'entraînement unifié pour l'Armée de terre.
- 2000 : création de la cellule « CENZUB » au niveau du Détachement du Camp de Sissonne, appartenant au Régiment de Camp de Mourmelon.

Cellule placée sous les ordres du Lieutenant-Colonel Yves Duigou.
Lancement des études sous l’autorité du Bureau de Préparation Opérationnelle de l’Etat-Major de l’Armée de Terre.
Etudes sur la valorisation du site de Beauséjour (MASTTAC) et du projet d’implantation du site urbain à Joffrécourt.
- 2003 : validation du choix du camp de Sissonne pour accueillir cette structure.
- 2004 : début de la création du CENZUB, de l'agrandissement du village de combat de Beauséjour.
- 1er juillet 2005 : le CENZUB reprend les traditions du 94e régiment d'infanterie.
- 2006 (septembre) : ouverture du CENZUB avec passage de la première compagnie au centre (une compagnie du 1er régiment de chasseurs parachutistes).
- début 2008 : début de la création de la ville de Jeoffrécourt.
- 2011 : ouverture du CT ZUB.
- 2012 : livraison de Jeoffrécourt.
- 1er juillet 2013 : filiation du CENZUB avec le 94e régiment d'infanterie. Le centre devient le CENZUB-94e RI.
- 2015 : fin des travaux initiaux du CENZUB, qui sont alors estimés à 80 millions d'euros[3].
- 2021 : livraison du Complexe d'Entraînement au Combat en Espace Clos (CECEC)[4].

Directeurs et Chefs de Corps
2000 - 2004 : LCL DUIGOU
2004 - 2006 : COL LE CONTE
2006 - 2008 :  COL PUENTE
2008 - 2010 : COL LEGIOT
2010 - 2012 : COL LEGRAND
2012 - 2014 : COL SANTONI
2014 - 2016 : COL FORESTIER
2016 - 2018 : COL BOUJU
2018 - 2020 : COL HERBINET
2020 -2022 : COL LE JARIEL DES CHATELETS
2022 - 2024 : COL BLANQUEFORT

## Moyens

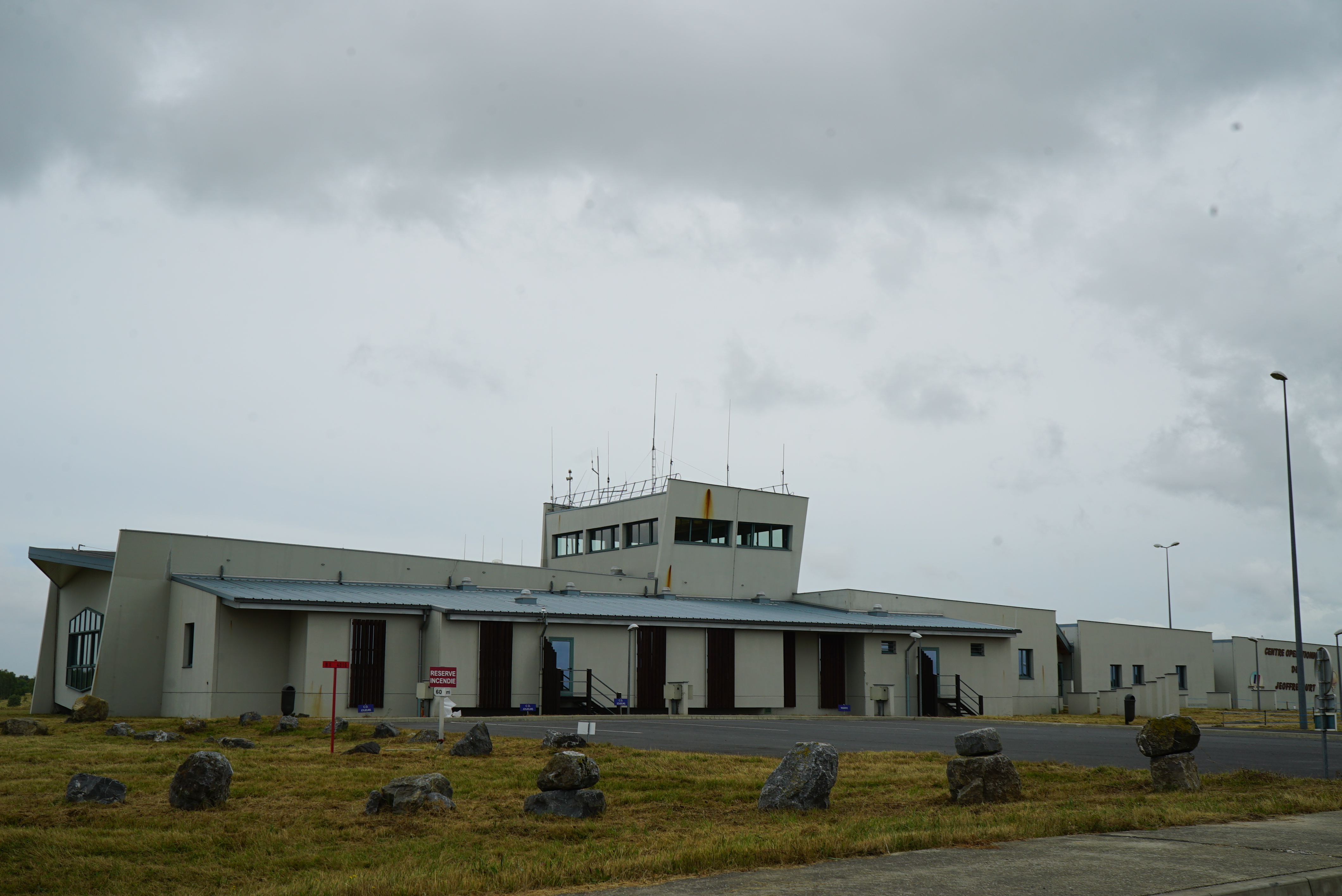
Le centre opérationnel.

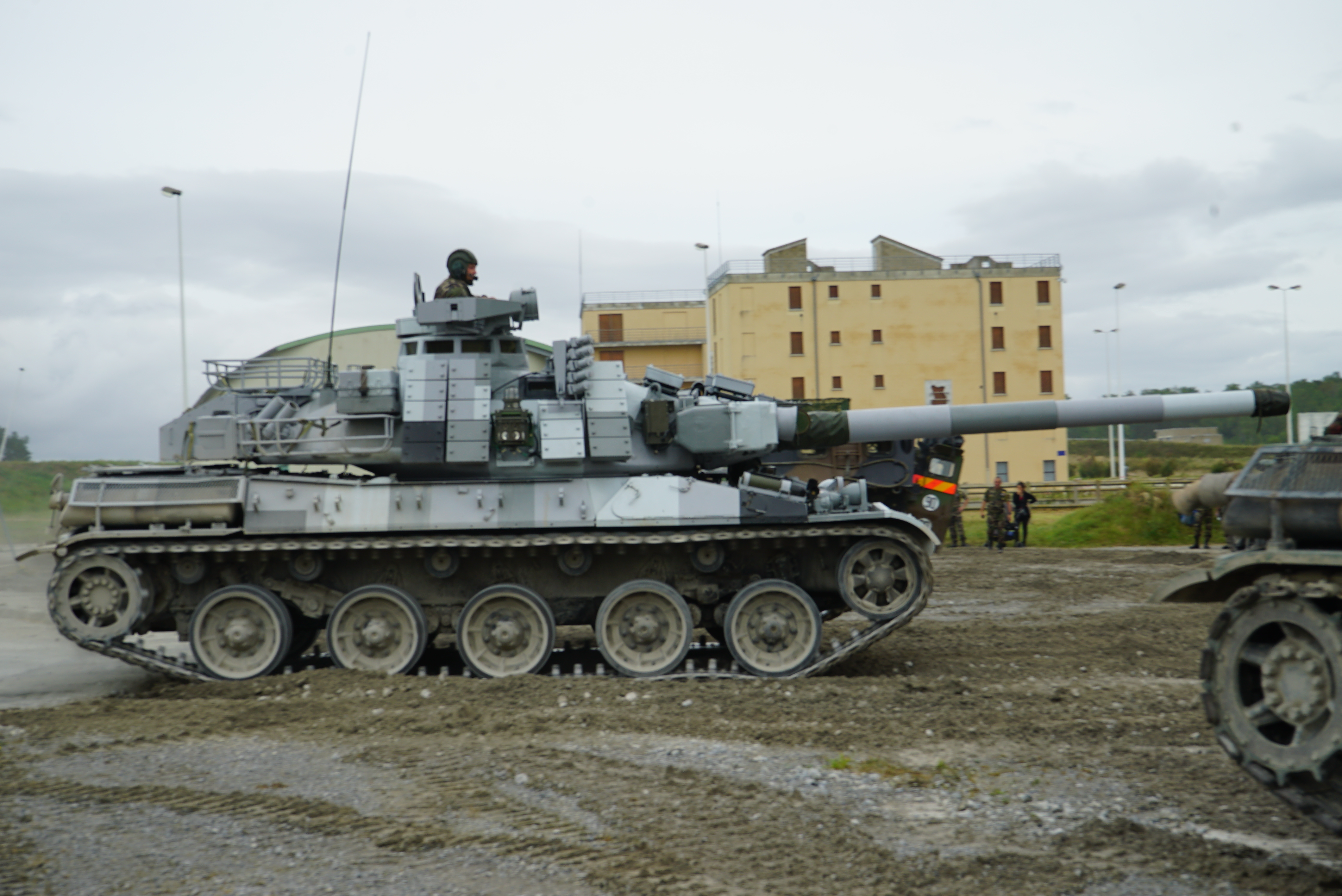
Un des quatre AMX-30B2 en camouflage urbain en 2016.

Le 94e régiment d'infanterie est l'unité permanente qui est chargée de concevoir, de conduire l'entraînement et d'évaluer les unités de l'armée de terre qui viennent par rotation sur le camp de Sissonne.  Le 94e régiment d'infanterie compte environ 450 civils et militaires et est composé de quatre compagnies :  
- La compagnie de commandement et de logistique (CCL) : elle assure le soutien des rotations (système de simulation, maintenance, ravitaillement, entretien des infrastructures)
- La FORAD (« force adverse ») est constituée d'une centaine de militaires en treillis noir dont le rôle est de constituer un adversaire face aux unités entraînées lors des exercices[2]. L'unité est polyvalente et peut jouer le rôle d'une force conventionnelle, d'une milice, ou de la population civile. La compagnie de FORAD est interarmes. Elle est composée de trois sections d'infanterie sur VAB et AMX-10 P, d'un peloton de chars (AMX-30 B2), et d'une section de génie équipée d'EGRAP et d'EBG, ainsi que d'une section commandement organisée autour d'un TC1.
- La 2e compagnie est constituée principalement d’instructeurs AZUR (actions en zone urbaine), d'instructeurs et d’initiateurs de tir. Sa mission consiste à instruire, entraîner et contrôler simultanément deux sous-groupements tactiques interarmes dans le domaine de la manœuvre en zone urbaine et une section à quatre groupes dans le domaine du tir sur le complexe de tir en zone urbaine (CT ZUB).
- La 3e compagnie de réserve[4]: unité d'intervention de réserve dont la mission principale est de renforcer les compagnies sur les missions principales du CENZUB-94e RI.

## Infrastructures
Le CENZUB est composé de 4 principaux sites d'instructions:

### Beauséjour

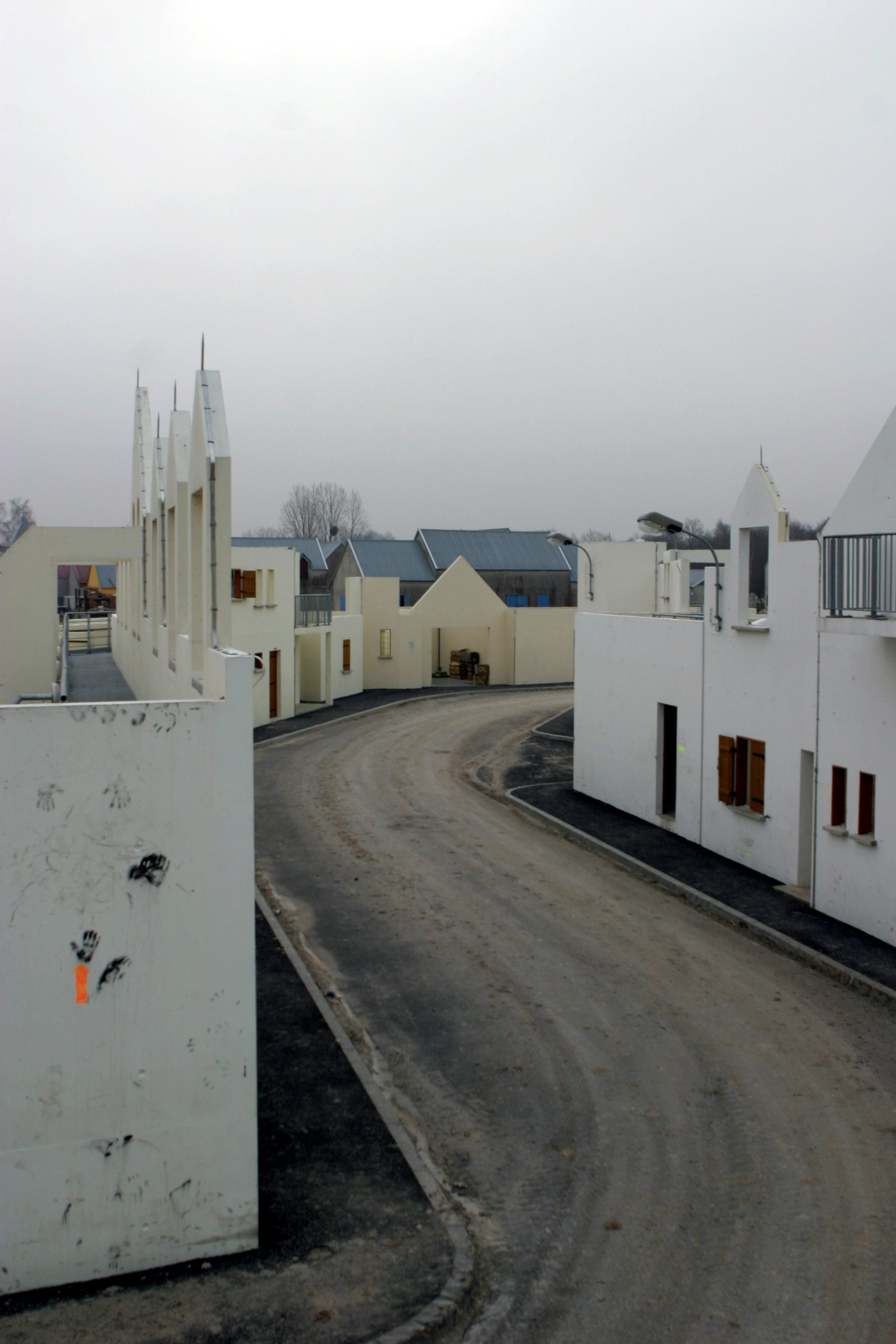
Vue de la rue du MASTTAC.

Le village de combat de Beauséjour est constitué de 63 maisons, toutes différentes, d'obstacles (barrières, barricades ou gravats), avec des rues au tracé varié (larges, étroites, en S) afin de préparer les unités entraînées à tous les types de situation qu'elles pourraient rencontrer en opération. Il se compose de différents quartiers :
- le centre du village ;
- un bidonville ;
- une zone de ruines;
- un hameau défensif.
- Le MASTTAC (module d'acquisition des savoir-faire techniques et tactiques) est une rue où les maisons ont été construites sans toits. En lieu et place, des passerelles permettent aux instructeurs de se déplacer au-dessus des élèves afin d'apporter les corrections en temps réel et en ayant une bonne vision d'ensemble[5].

### Jeoffrécourt

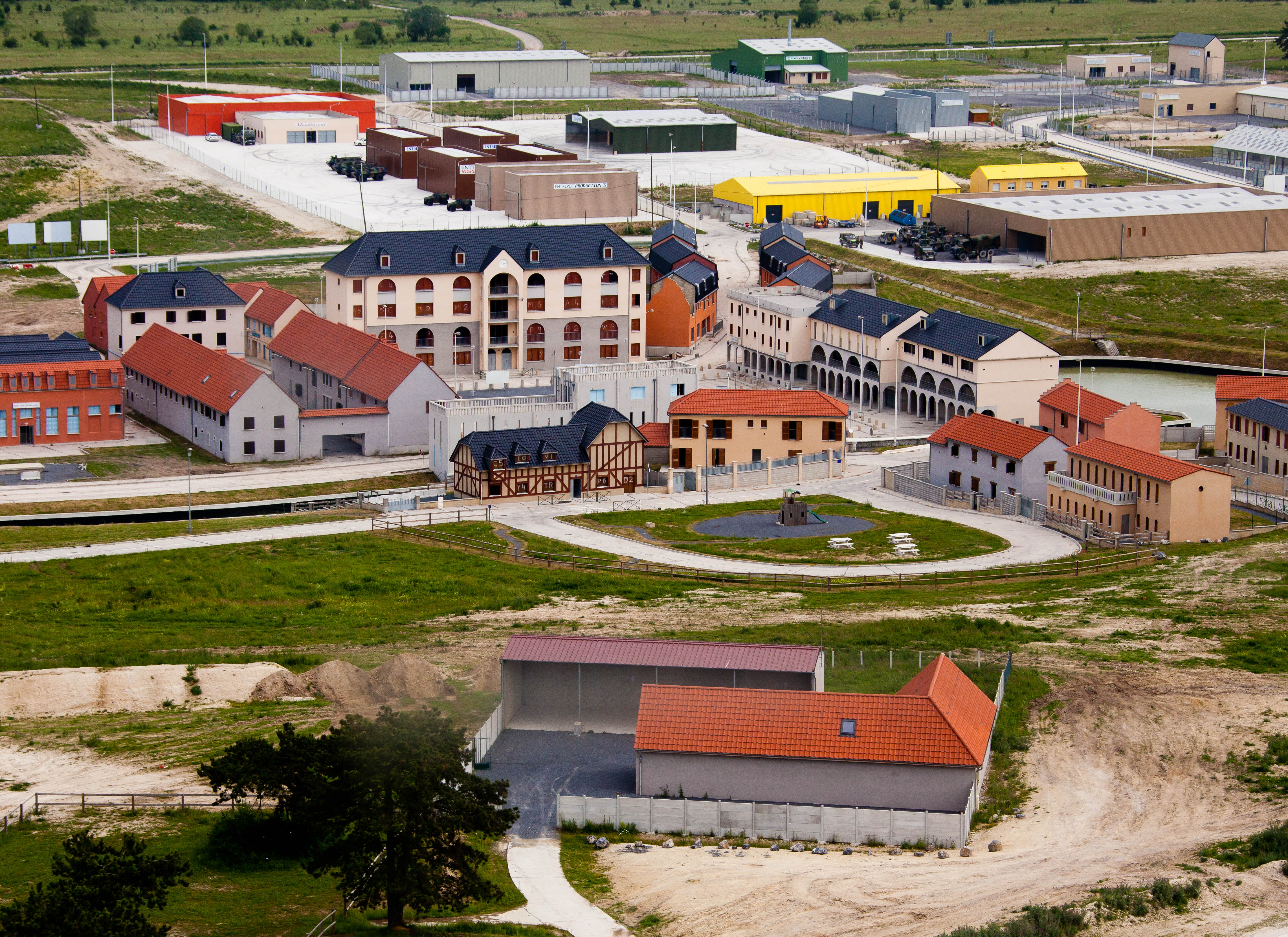
Ville de combat de Jeoffrécourt

La ville de combat de Jeoffrécourt, d'une superficie d'1 km² et d'une capacité de 5 000 habitants, est composée de quatre quartiers : 
- Une zone moderne : composée bâtiments de quatre à cinq étages;
- Une zone pavillonnaire : quartier résidentiel avec des maisons individuelles;
- Une zone industrielle et commerciale;
- Un centre-ville historique : mairie, lieu de culte et rues plus étroites.

« Sa configuration permet d'engager simultanément des moyens humains, de la cavalerie, de l'artillerie, des savoir-faire du génie et des moyens aériens » explique un officier du 126e régiment d'infanterie. Il a un objectif principal d'entraînement et de restitution. Il reprend le nom d'un ensemble de fermes qui se trouvait à cet endroit et fut détruit lors de la construction du camp en 1900.

### CT ZUB

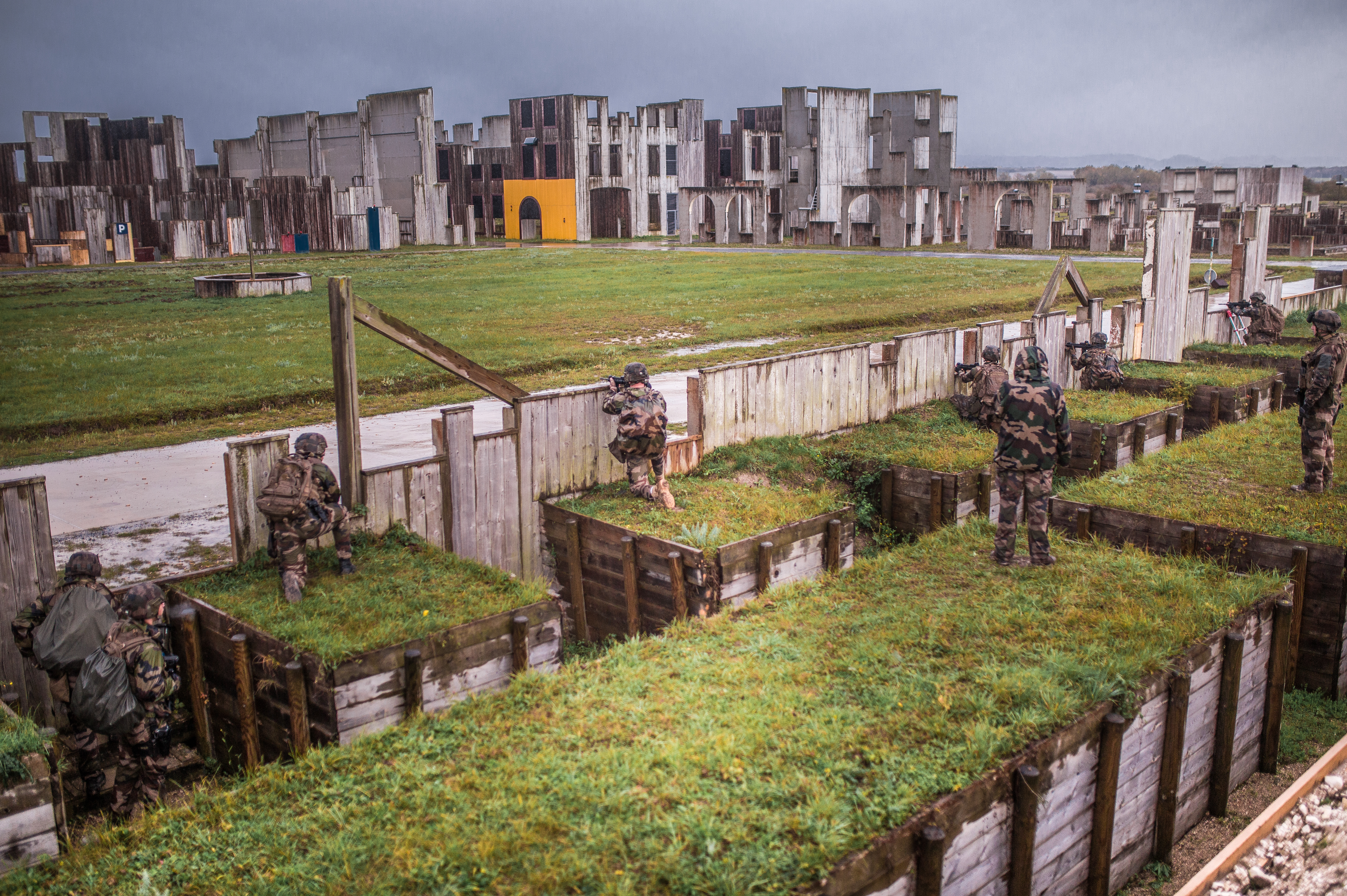
Complexe de tir en zone urbaine

Le CT ZUB (complexe de tir en zone urbaine) est un champ de tir permettant la pratique du tir à balles réelles à pied ou depuis des véhicules dans un environnement urbain. Le complexe compte neuf champs de tirs qui permettent de mettre la section entraînée dans diverses situations telles que des parcours de tir à l'intérieur d'un bâtiment ou dans une rue, des tirs en site positif, négatif, depuis une échelle, depuis une canalisation ou depuis un véhicule en mouvement afin de se rapprocher au maximum de la réalité du combat en milieu urbain.  

### CECEC
Le CECEC (Complexe d'Entraînement au Combat en Espace Clos) est un réseau de 400 mètres de galeries réparties sur deux niveaux. Le but est de reconstituer les sous-sols d’une ville afin de préparer les militaires à ce type d'environnement.

## Déroulement d'une rotation
Une rotation AZUR et accueille deux « S-GTIA » (sous-groupement tactique interarmes) pendant une durée de deux à trois semaines. Les SGTIAs entraînées sont en général composés d'une compagnie d'infanterie renforcée d'un peloton de chars, d'une section du génie ainsi que d'autres éléments, le cas échéant (maîtres-chiens, patrouille d'hélicoptères). La première semaine est consacrée à l'instruction. Durant les semaines suivantes, les troupes entraînées réalisent un exercice de synthèse d'une durée de 96 heures. Les commandants d'unité et les chefs de sections entraînés sont conseillés, contrôlés et évalués par les instructeurs de la 2e compagnie. Environ 10 % des 22 000 militaires qui s'y forment chaque année sont étrangers (Belges, Britanniques, etc.)
Une rotation au CT ZUB dure une semaine et accueille une section de combat. Les instructions sont dispensées par les instructeurs de la 2e compagnie du niveau individuel au niveau section. 

## Galerie d'images

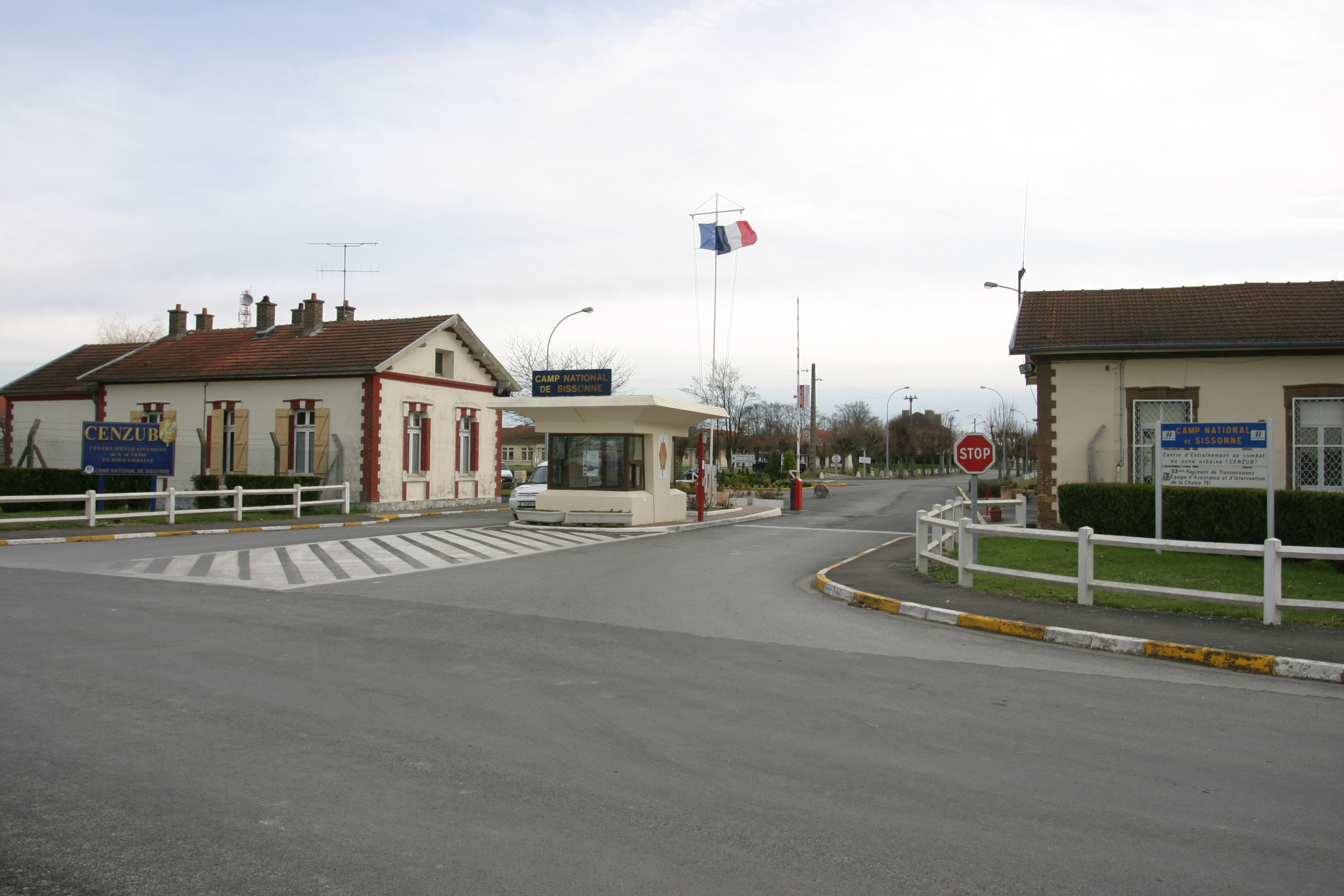
Entrée du CENZUB.
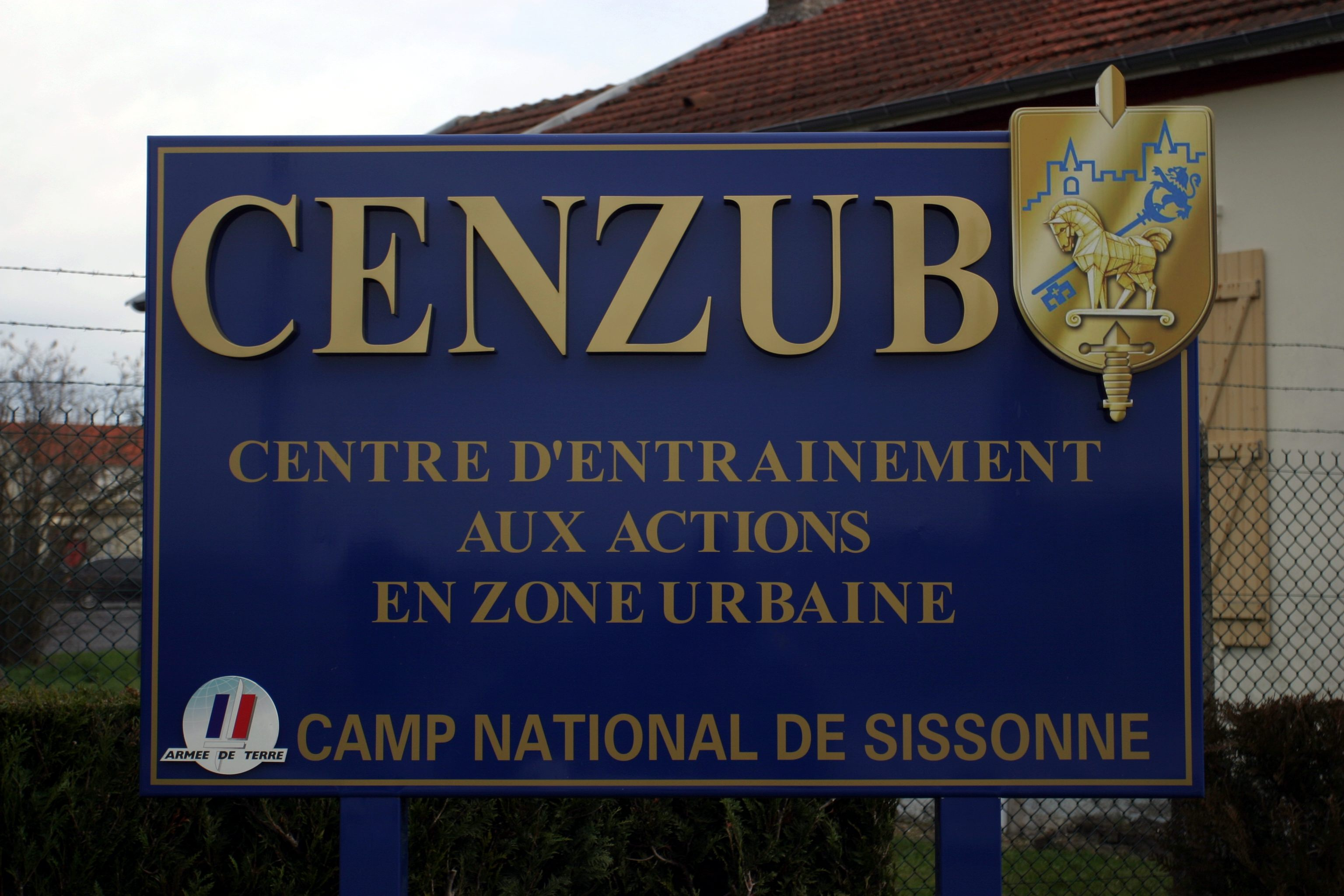
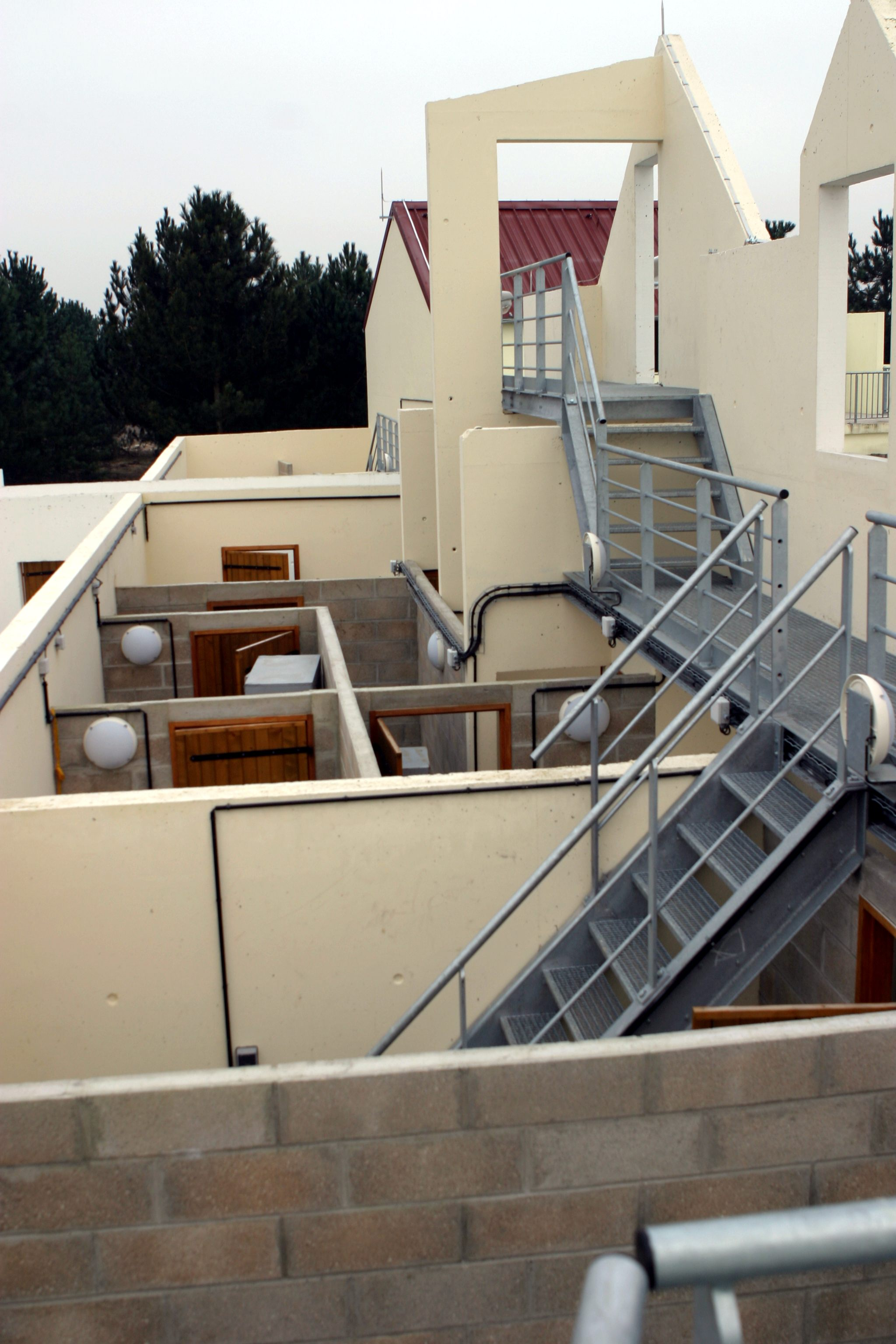
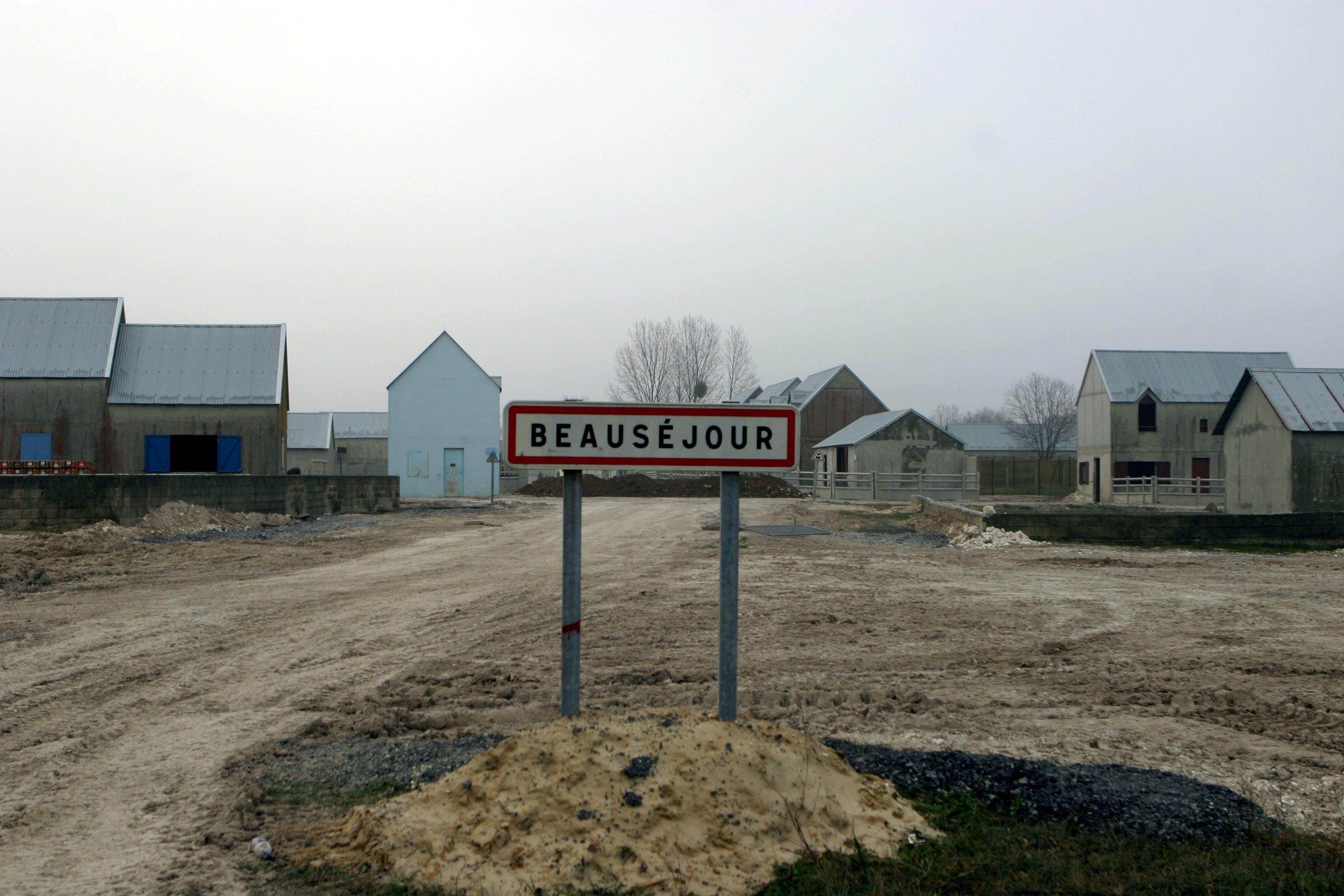
Beauséjour.
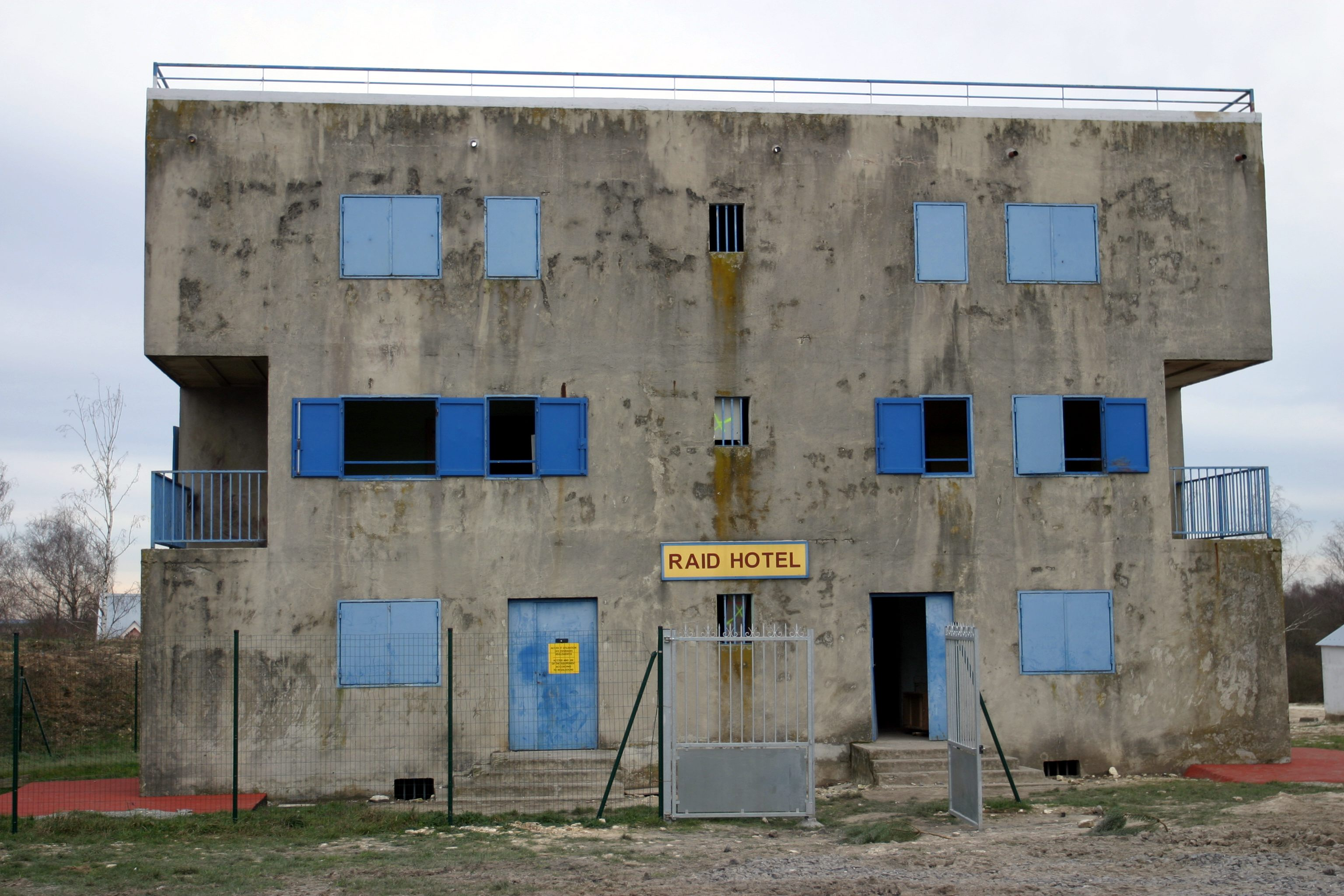
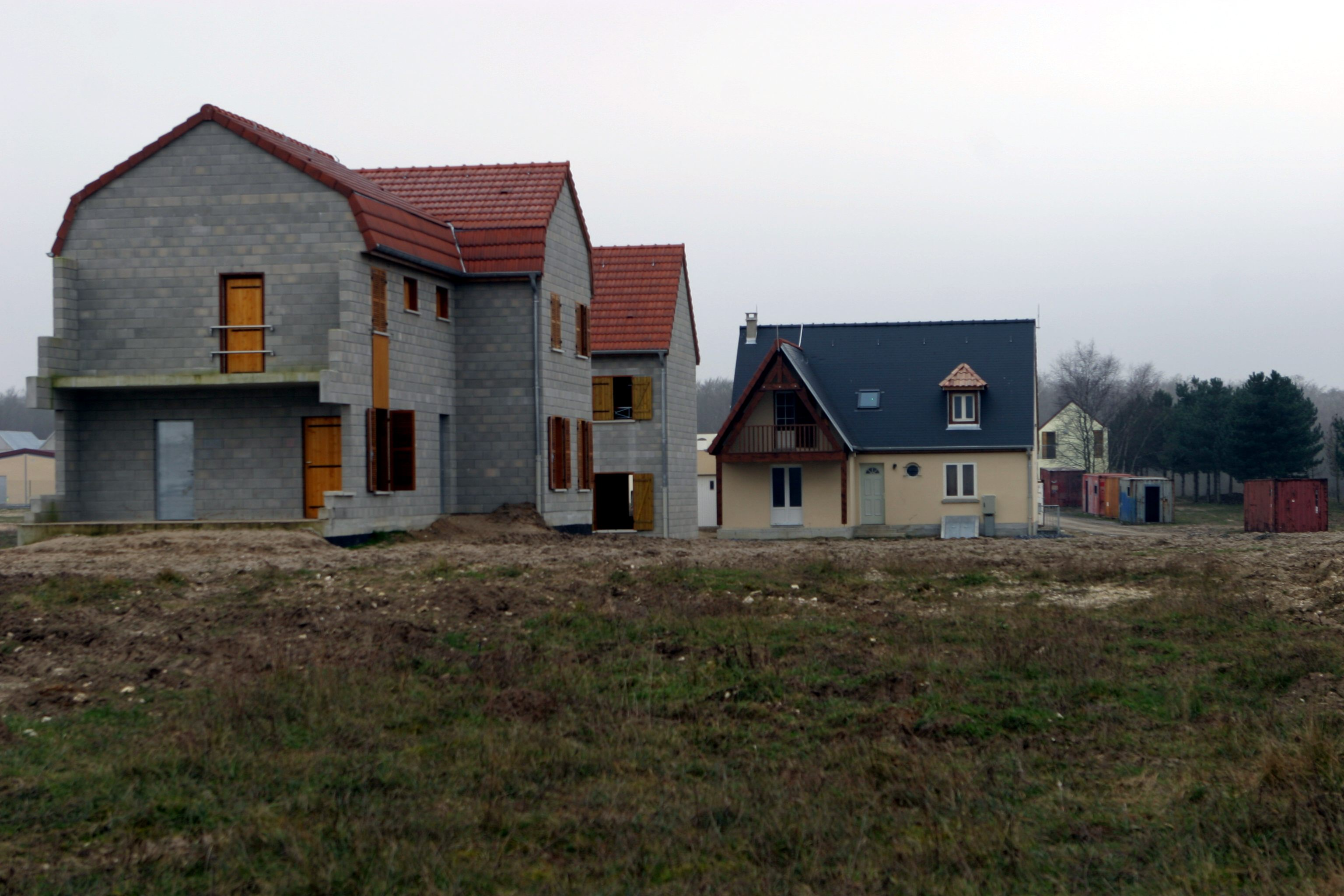
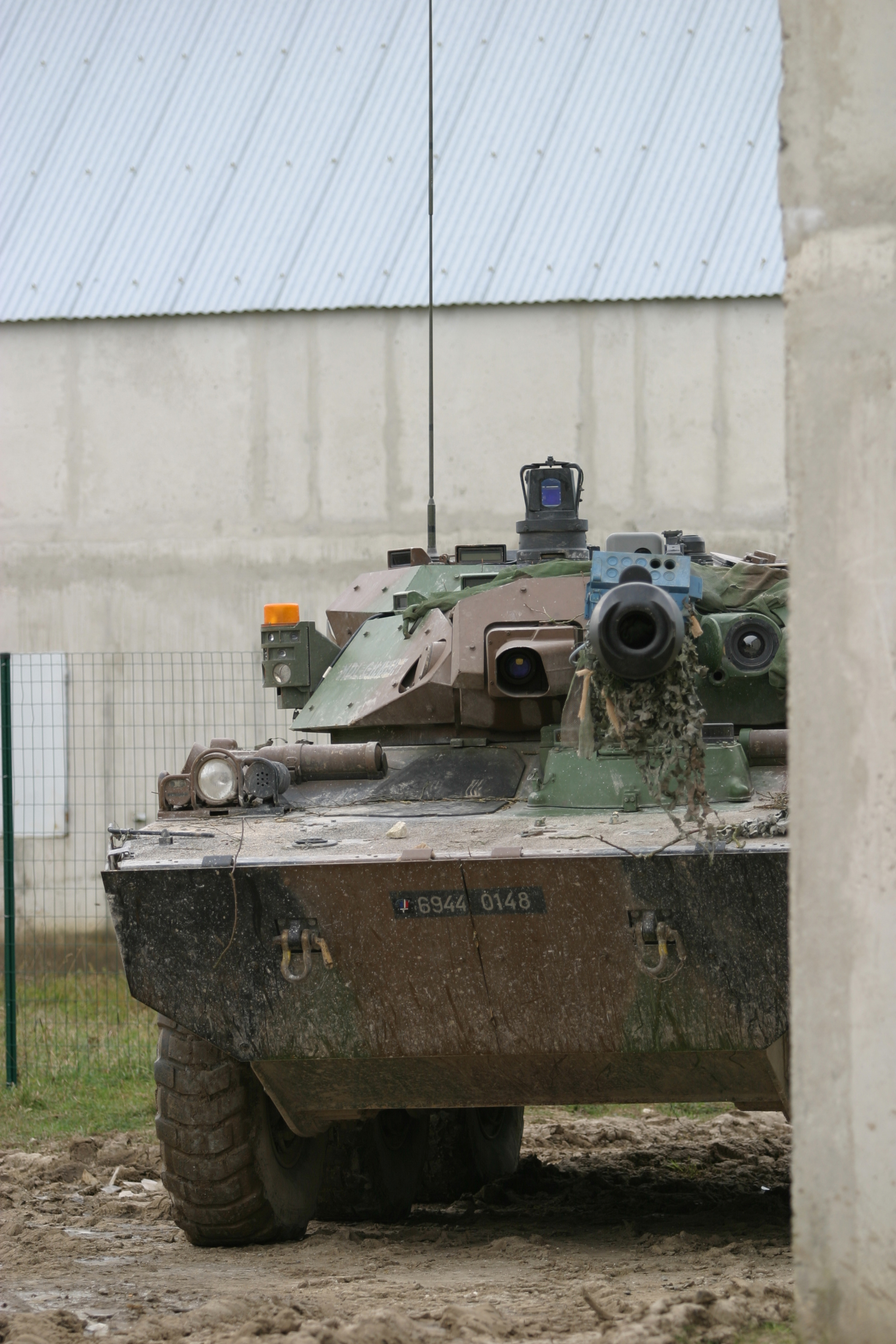
AMX-10RC.
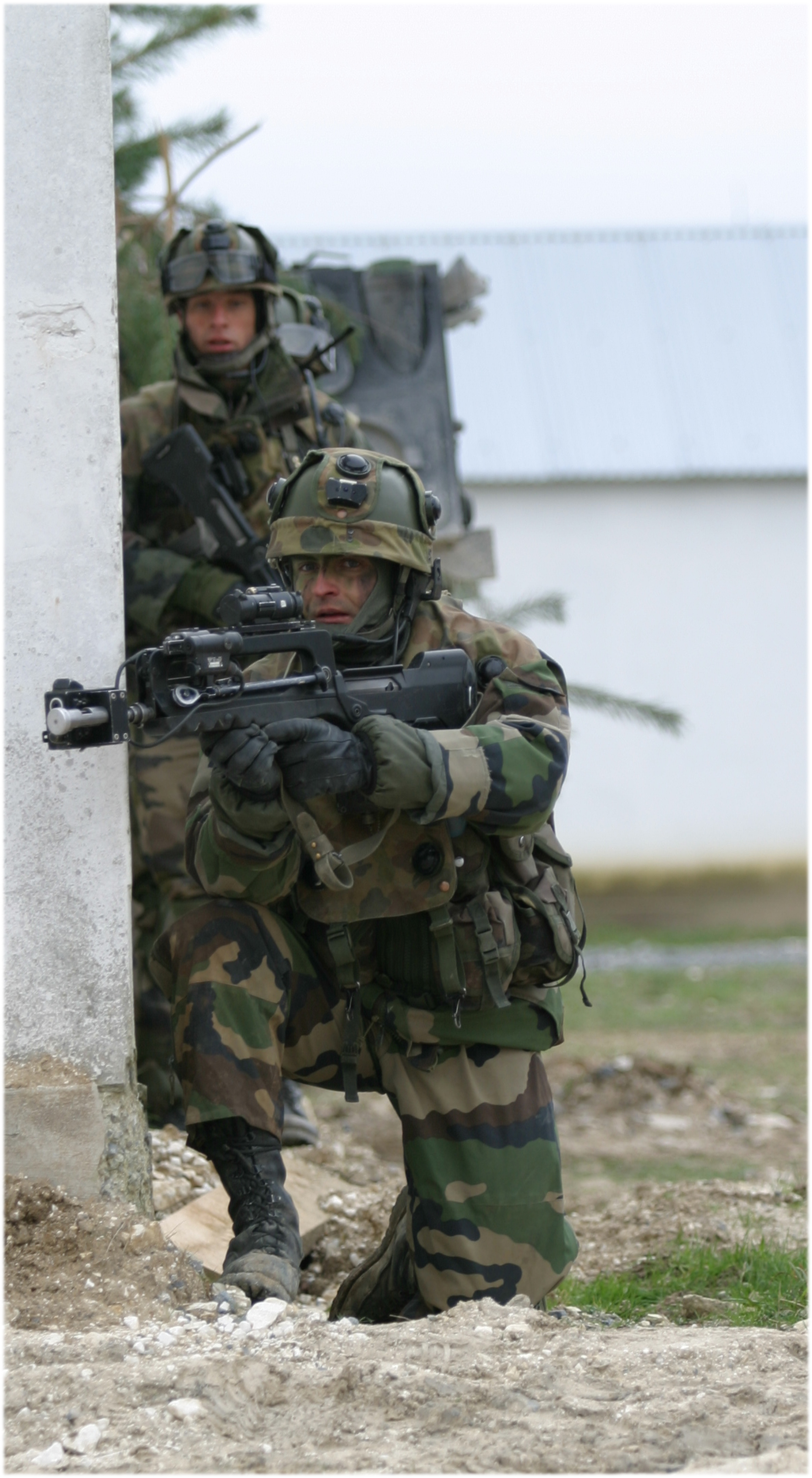
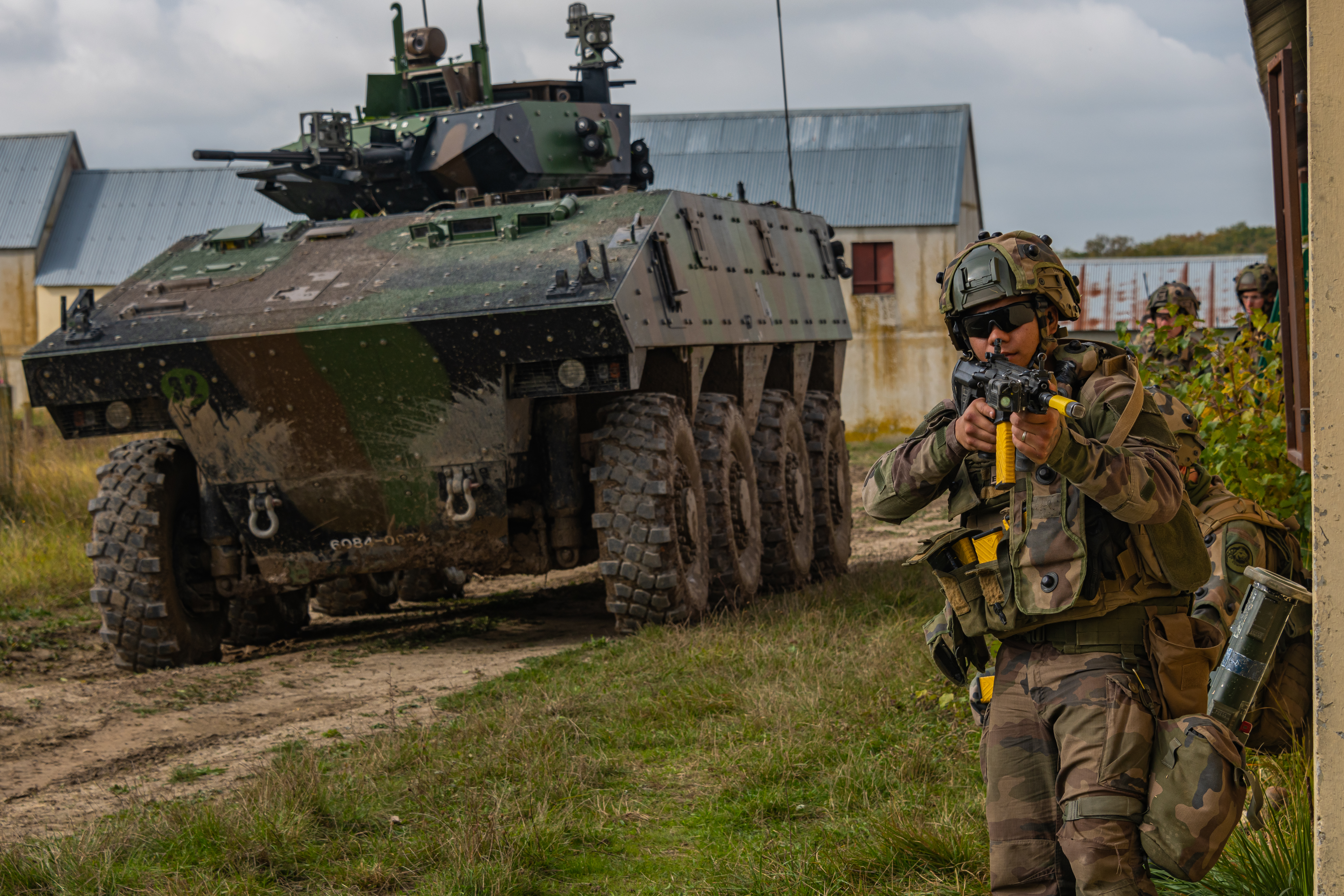
VBCI à Beauséjour